# MenuetOS
Мењует ОС је аматерски PC оперативни систем, потпуно написан у асемблер фазама. Главни задатак стварања система био је да се прилагоди оперативни систем са графичким интерфејсом на дискету од 1,44 MB.
Овај ОS је дизајниран за писање апликација на 32-битне и 64-битне асемблере x86, као резултат програма, по правилу, бржи, компактнији и мање захтјевни за ресурсе.
Раније је 32-битна верзија програма Мењует ОС дистрибуирана по условима ГПЛ-а. Сада се 64-битна верзија дистрибуира под условима сопствене лиценце .
Мењует ОС није базиран на UNIX-у, ни на стандарду POSIX нити на било ком другом оперативном систему. Задатак пројекта је искључивање додатних нивоа између различитих дијелова оперативног система, који обично компликују програмирање и генеришу грешке.
Дана 29. октобра 2008. године, пуштена је 64-битна верзија 0.89D. У новијим верзијама додата је подршка за USB периферије, као што су флеш дискови, веб камере и још много тога.
Дана 29. децембра 2008. године, објављена је верзија 0.90Е, у којој се појавио програм за преглед слика у форматима ПНГ, ГИФ и ЈПЕГ.
Постоји и оперативни систем Колибри, који је самостални развој 32-битне верзије програма Мењует ОС без гаранција компатибилности корисничких апликација.

## Карактеристике
- Подржава мултитаскинг, мултитридинг, заштита меморије Ring3.
- Графички интерфејс (резолуција до 1920x1080, 16 милиона боја).
- Интегрисано развојно окружење: едитор, макро асемблер за изградњу кернела и апликација.
- TCP/IP складиште са лупбек, етернет и PPP драјверима.
- Мрежне апликације укључују FTP / HTTP / SMTP сервере и IRC / HTTP / NNTP / TFTP клијенте.
- Примена прозора произвољног облика, њихова транспарентност и прилагођавање помоћу скина, функција кликни-и-отпусти.
- Узорковање података у реалном времену.
- Постављен је на једну дискету.
- Да бисте покренули Мењует ОС, довољно је 16 мегабајта меморије и видео картица која подржава VESA 1.2 или VESA 2.0 стандарде. док подржава и до 32 гигабајта RAM-a.